# Nonza (piève)
Pour les articles homonymes, voir Nonza (homonymie).
Nonza est une ancienne piève de Corse. Située dans le nord-est de l'île, elle relevait de la province du Cap Corse sur le plan civil et du diocèse de Nebbio sur le plan religieux.
La piève de Nonza est le reliquat d'un fief au territoire plusieurs fois modifié, relevant des seigneurs Gentile de 1109 à 1768.

## Géographie

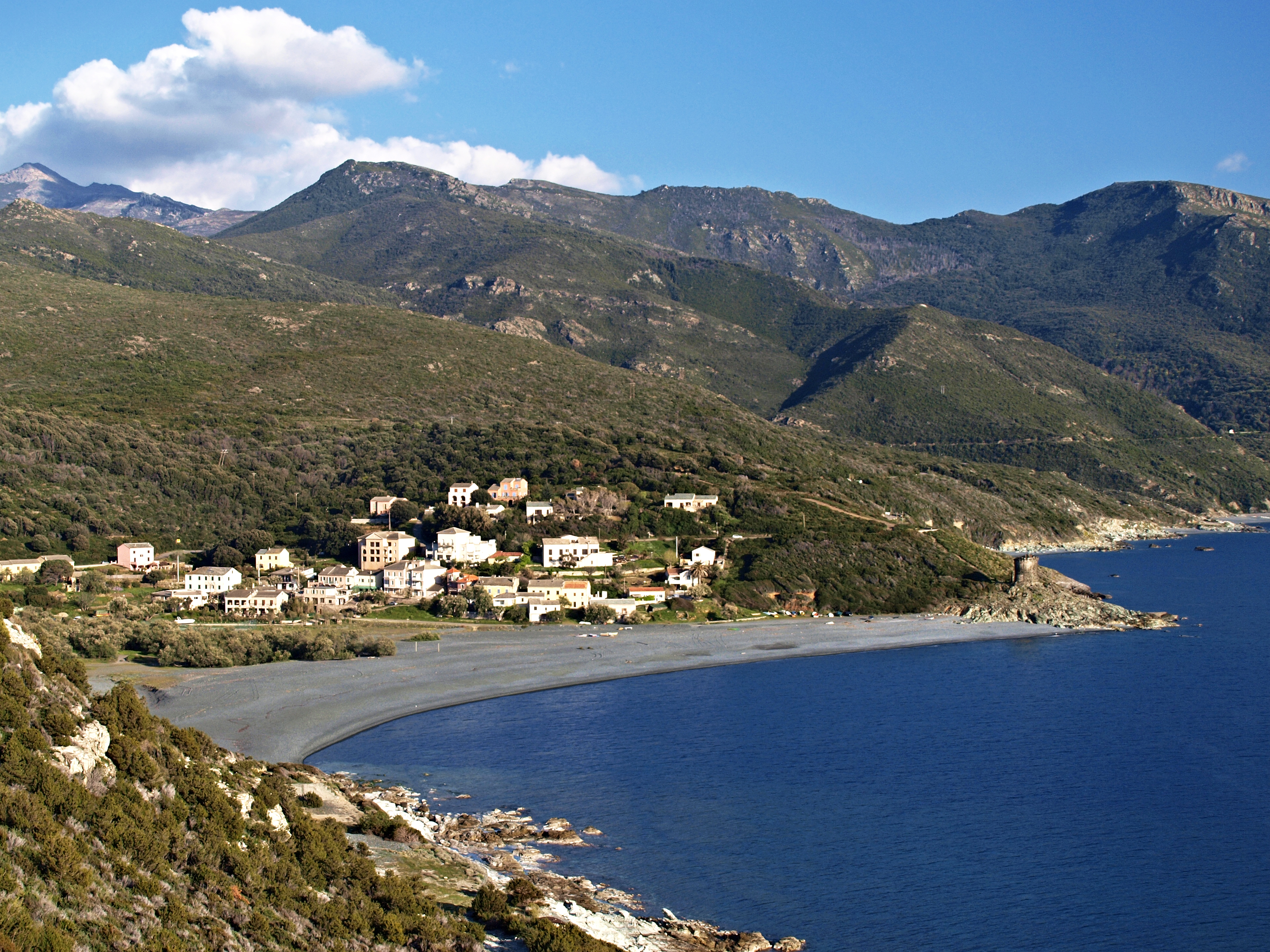
Vue de la marine d'Albo.

### Situation et relief
La piève de Nonza occupait la partie sud-occidentale du Cap Corse.

### Composition
La piève de Nonza comprenait les quatre communautés suivantes :
- Ogliastro ;
- Olcani ;
- Nonza ;
- Olmeta.

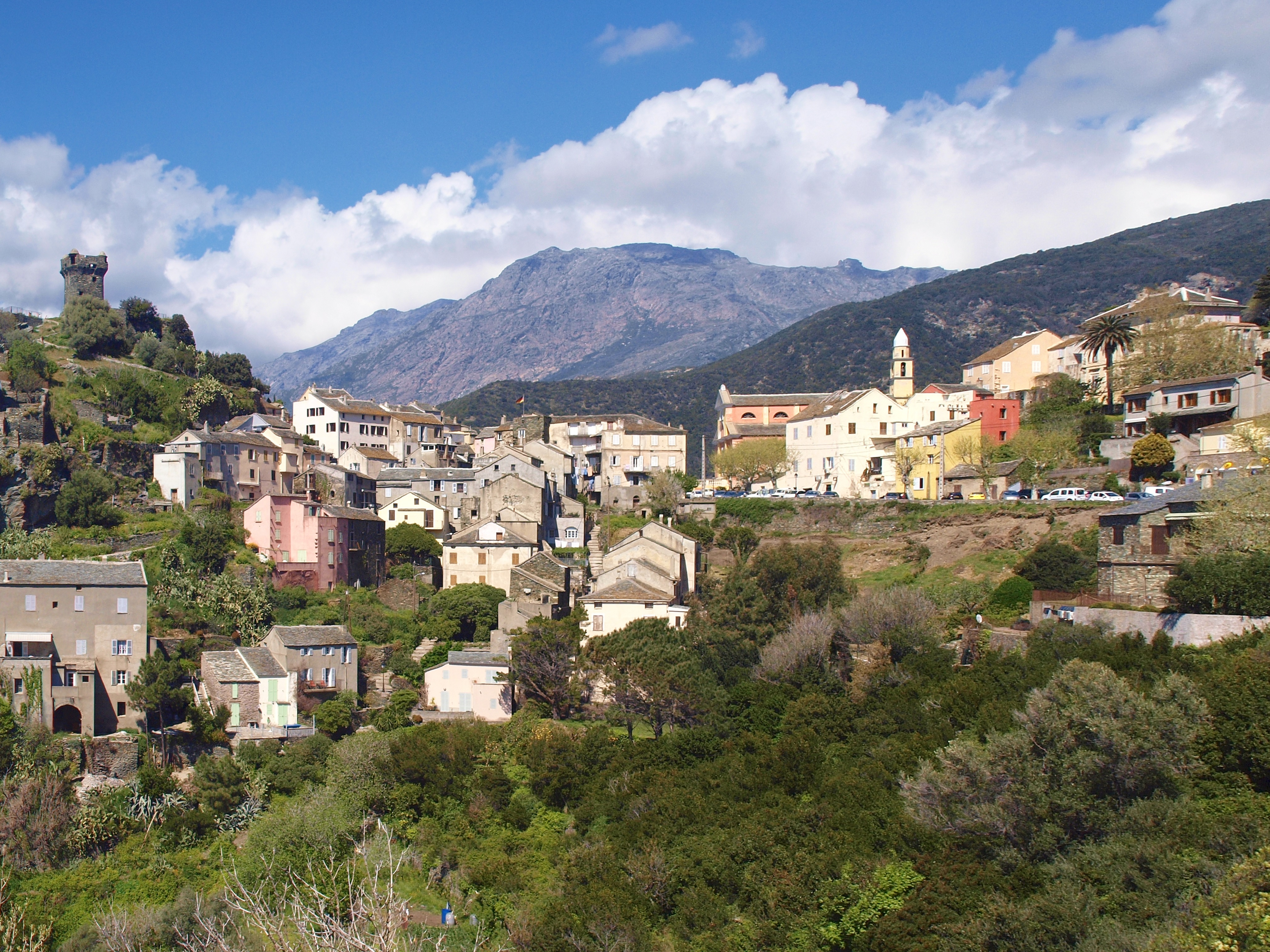
Nonza.
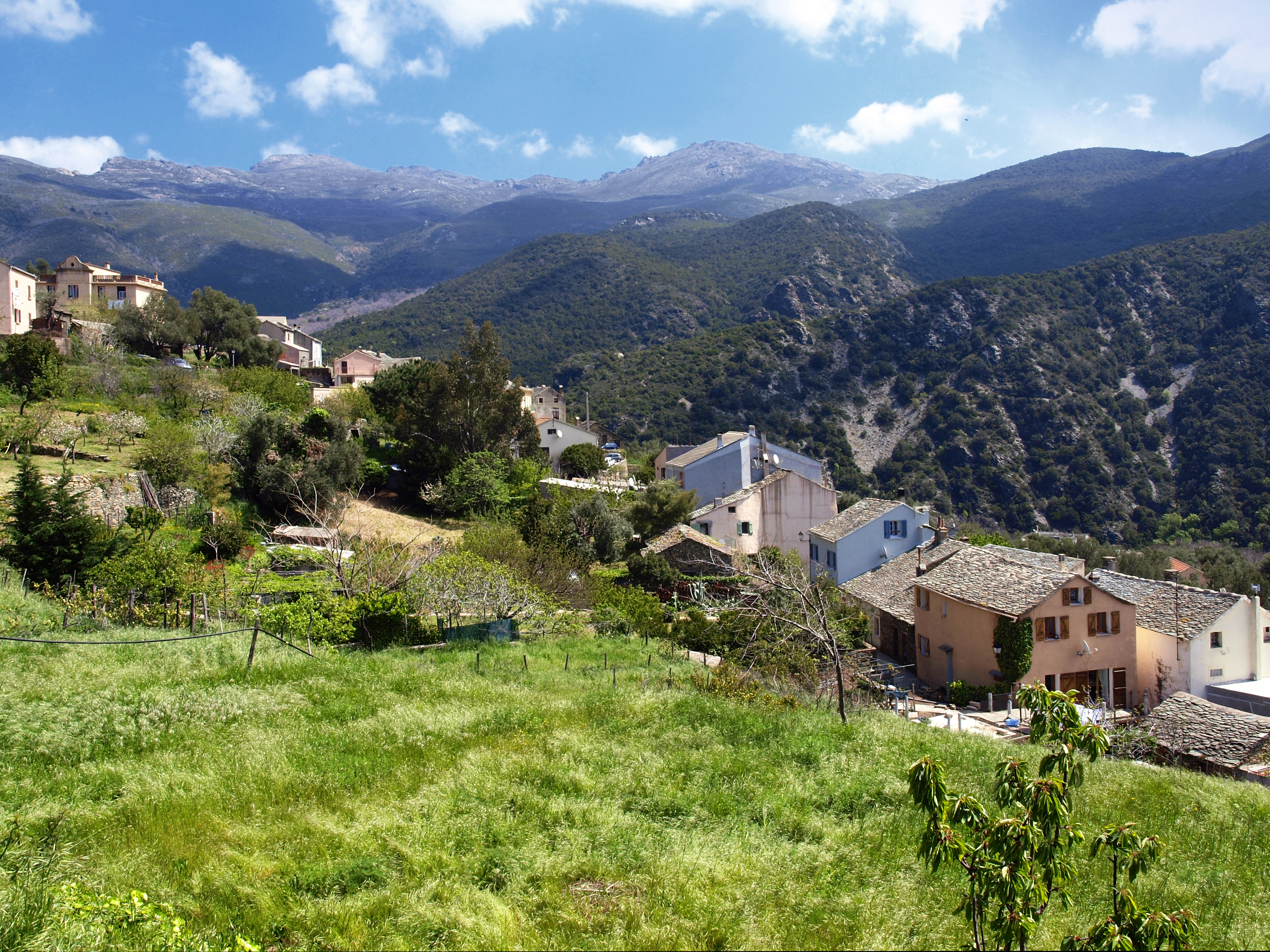
Olmeta.
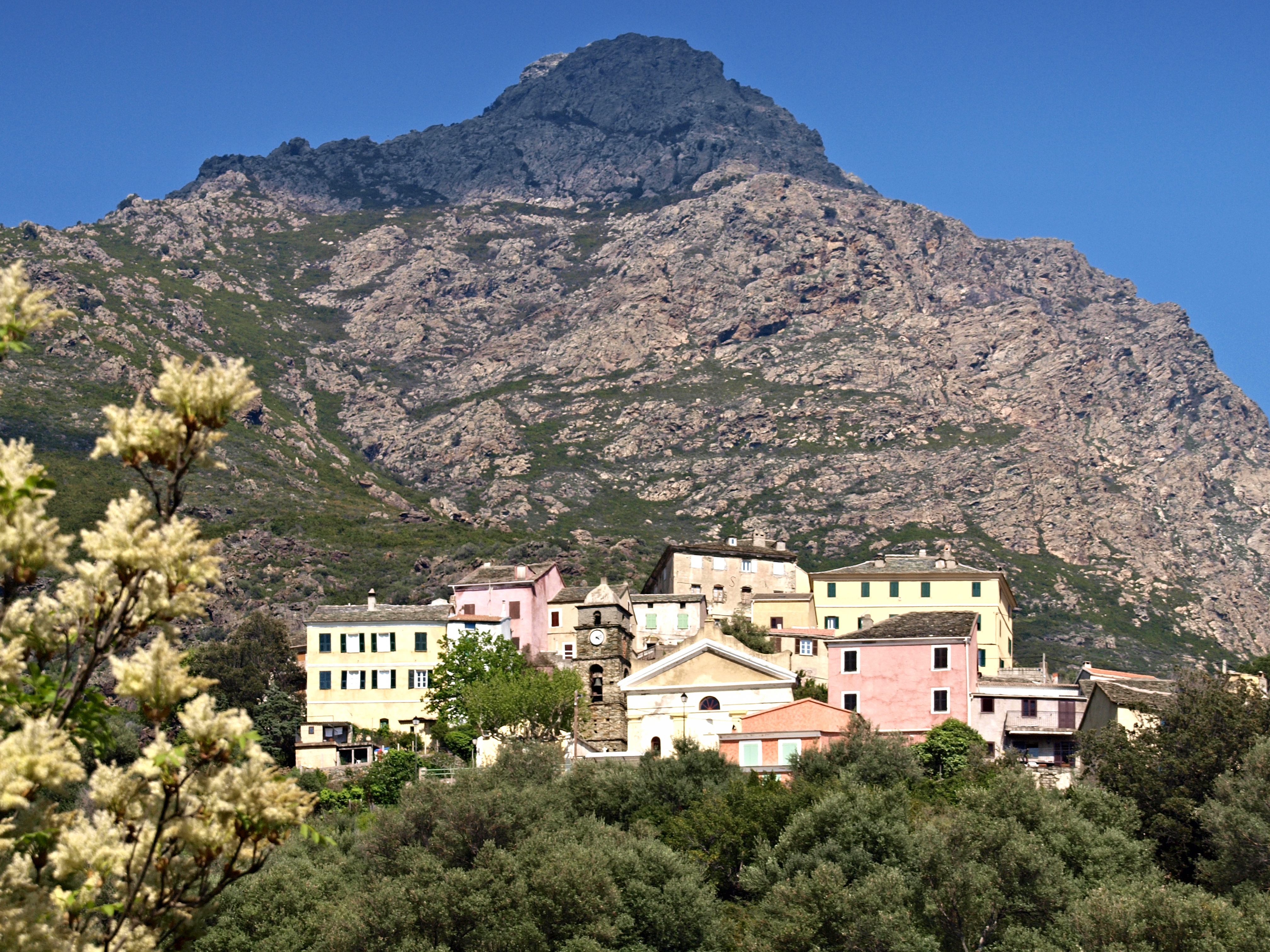
Ogliastro.
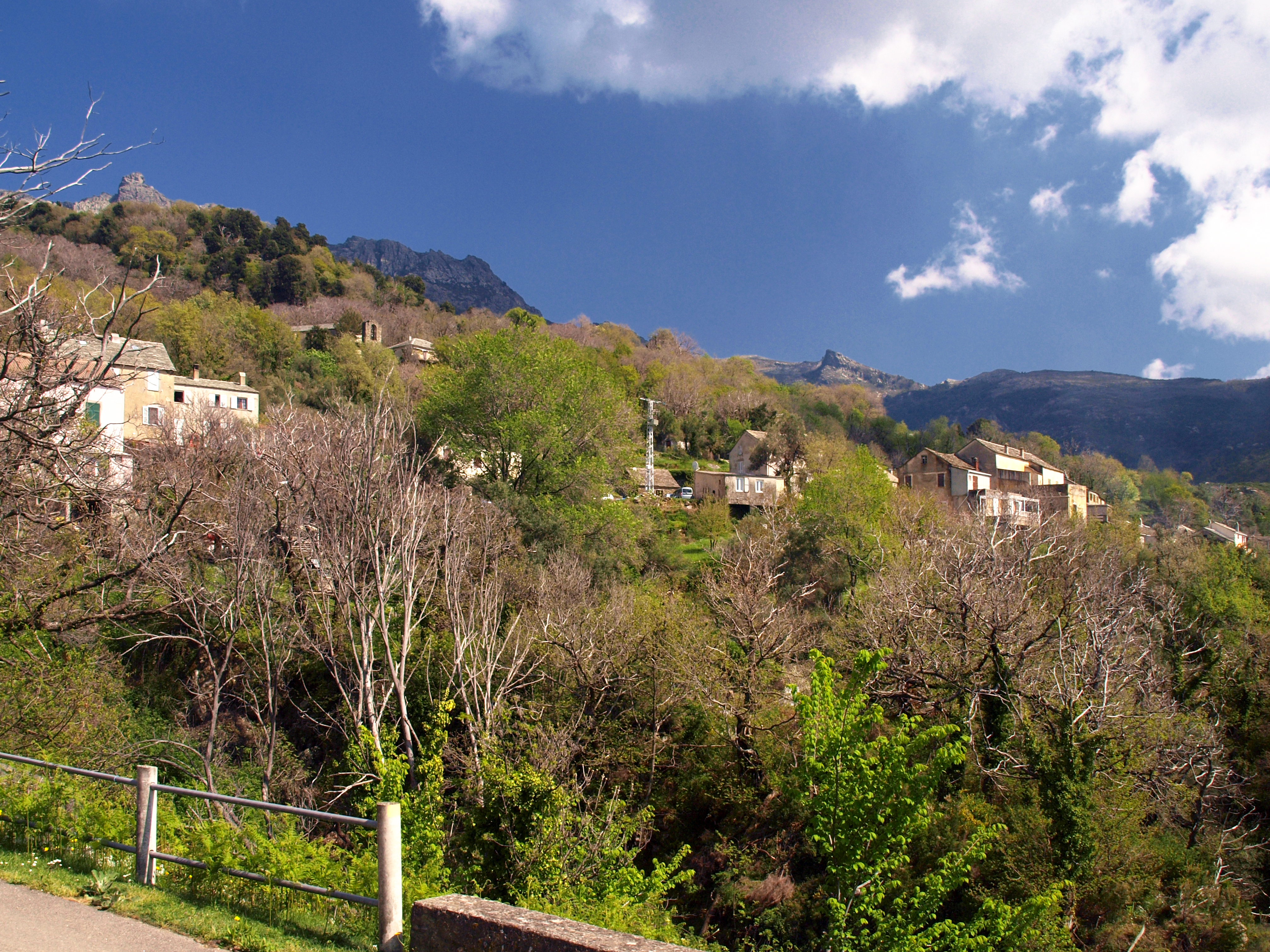
Olcani.

### Pièves limitrophes
La piève de Nonza a pour pièves voisines :

## Histoire

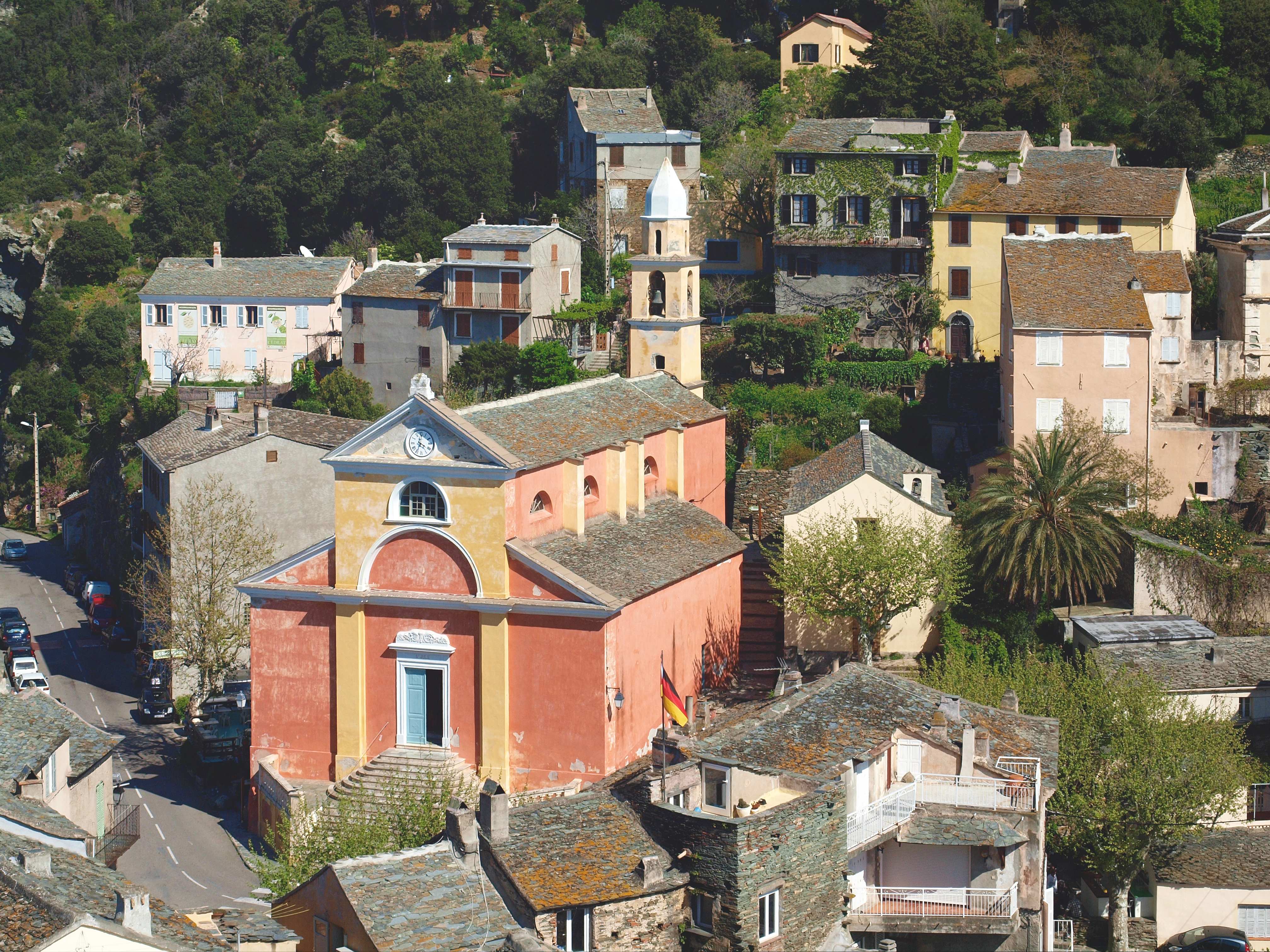
L'église Santa-Giulia

De 1350 à 1510, le fief de Nonza était entouré au nord, par le fief de Canari (+ Brando de 1510 à 1536), à l'est par le fief de Brando (+ Sisco entre 1484 à 1492), au sud-est par la piève de  Lota, et au sud par la piève de Farinole.
Dès 1511, les fiefs de l'île perdent tout rôle politique.
Vers 1600, Nonza était une « communauté » de la seigneurie De Gentile qui comptait environ 350 habitants. Elle avait pour lieux habités :
- Olmeta, Olmeta-di-Capocorso
- lo Poggio, Poggio Olmeta-di-Capocorso
- le Celle, Celle Olmeta-di-Capocorso. Existe aussi Celle-Vecchie, village ruiné, abandonné vers 1600
- la Grillasca, (jadis Agrillasca) Grillasca Olmeta-di-Capocorso
- Ivola, hameau au sud de Grillasca, abandonné au XIXe siècle
- lo Vignale, Vignale Olmeta-di-Capocorso
- Nonza, Nonza
- la Tega, A Teghia
- Olcani, Olcani
- Cocollu, Supranu et Sottanu, deux villages ruinés d'Ogliastro.

Au XVIIe siècle, en 1625, Gênes met fin aux seigneuries locales ; les fiefs de Nonza et de Brando n'existaient plus que de noms. La piève religieuse de Nonza s'étendait à la fois sur Nonza, Albo, Olcani et Olmeta. Elle était enclavée entre la piève de Canari au nord, celle de Brando à l'est, la piève de Lota au sud-est, enfin au sud Farinole.
Vers 844, Boniface II marquis de Toscane et « tutor corsicæ » abandonne l'île aux Sarrasins qui pillaient ses côtes depuis 714. Ils avaient brûlé Nonza en 734, et détruit la ville de Nebbio en 824.
Vers 860, commence une lente et anarchique reconquête de l'île sur les Maures et leur roi Ferrandino. La féodalité apparaît avec Ugo Colonna, patricien romain nommé comte de Corse par le pape. Ugo Colonna était accompagné de ses fils et de leurs compagnons, les uns romains, les autres mayençais surnommés « les Français » car venus du royaume franc d'Austrasie.
Le nord-est de la Corse est reconquis par Oberto, un descendant de Boniface marquis toscan fondateur de Bonifacio, avec l'aide d'Amondino (ancêtre des Amondaschi), le concours du génois Ydo (ou Ido) chef des Peverelli, de plusieurs de leurs cousins dont les Avogari, seigneurs de Nonza-Olmeta jusqu'en 1109, et le concours d'Alberto de Loreto (ancêtre des Loretesi d'Ajaccio Castelvecchio) et des familles Da Pietrabugno et Da Furiani. Ils élèveront quarante châteaux
De la fin du IXe siècle à 1625, Nonza a été le centre d'un fief au territoire plusieurs fois modifié.
De 1030 à 1109, le fief Nonza-Olmeta a dépendu des seigneurs Avogari, cousins des Peverelli seigneurs d'Olcani à La Chiappella.
- 1109, soutenus par Pise, les Avogari enlèvent aux Peverelli les pièves de Brando, Olcani, Ampuglia (Pietracorbara) et Sisco. Ils attribuent les premiers statuts à leurs vassaux.
- 1167 : Pise ravage le fief des Peverelli et aide les Avogari à s'emparer de Canelate (Canari) et Albo[Note 5] (Ogliastro). Le fief des Avogari occupe le centre de la péninsule capicorsine.
- 1197 : les Avogari entrent dans l'« albergo »[Note 6] Gentile et deviennent Avogari-Gentile.
- 1198 : Les Avogari-Gentile s'emparent du fief des Peverelli (lesquels ne conservent plus que Capraia), du fief des Delle Suere[Note 7] (Cagnano) et imposent leur tutelle aux Da Campo di Luri. Ils contrôlaient tout le Cap Corse.

De la fin du IXe siècle au XIIe siècle, Nonza a vécu sous un régime populaire comme la plupart des communautés du Cap Corse. Rares sont les propriétés privées, le paysan cultivait une lenza (du latin ligne) à l'intérieur d'une presa (du latin populaire prensionem appréhendé) terre prise au maquis, bien collectif géré comme les bois dans toute la piève, base administrative. Chaque paèse n'était qu'une communauté n'ayant droit de regard que sur son circulu (cercle des terres proches). « On pense qu'au Cap Corse il y avait à cette époque vingt pièves peu différentes des pièves romaines, et plus d'une centaine de communautés ».
- 1246 : Agostino Peverelli vend ses droits sur le Cap Corse à Ansaldo Da Mare. L'amiral génois reprend en 1248 le nord-ouest du Cap (Ersa-Giottani) aux Avogari, annexe en 1249 Cagnano et achète les droits d'Aldovrando seigneur de Campo di Luri ainsi que les droits des Avogari sur La Chiappella.
- 1250 : le sud du Cap (Nonza, Canari et Brando) est aux Avogari et le nord (San Colombano, Motti, Minerbio et Oveglia) à Ansaldo Da Mare.

Les Bénédictins de la Gorgone reçoivent des seigneurs du Cap sept églises (Santa Maria della Chiappella, San Giorgio et San Sixto (Rogliano), San Nicolao di Tomino, Sant'Agostino (Morsiglia), Santa Margarita di Pino et San Tomaso di Marinca») et exploitent le domaine de Montanaccio (Rogliano) concédé à ferme en 1277.
- 1336 : à la mort de Jean Avogari, Lucchino (ou Luchino) l'un de ses trois fils hérite de Nonza, soit les pievi de Nonza, Albo, Olcani et Olmeta. Piero hérite de Brando et André de Canari.
- De 1350 à 1536 : l'étendue du fief De Gentile demeure inchangée.
- 1347 : Gênes usurpe officiellement la Corse, cédée par le Saint-Siège à l'Aragon en accord avec Pise en 1325.
- 1358 : Sambucucciu d'Alandu dirige une révolte populaire qui chasse de leurs fiefs les seigneurs remplacés par des caporali. Tous les châteaux sont détruits sauf 6 dont Nonza et San Colombano protégeant le commerce maritime du Cap.
- 1372 : L'Aragon réalisant ses droits sur la Corse, soutien Arrigo della Rocca, descendant de Giudice, comte de Corse. Arrigo occupe Nonza mais il est repoussé par Colombano Da Mare, fils de Babiano. Lucchino Gentile retrouve son fief de Nonza et peu après se voit confier le château de Farinole.
- 1417 : Vincentello d'Istria, vice-roi de Corse, soutenu par l'Aragon, emprisonne André de Gentile seigneur de Canari au castel d'Orese, près d'Ocana. Il fera de même en 1419 avec Urbain da Mare, fils de Colombano.
- 1420 : Soutenu par l'Aragon, Vincentello d'Istria, neveu d'Arrigo della Rocca, se fait proclamer comte de Corse en 1410, puis vice-roi par le peuple en 1418 à Biguglia. Il prend Bastia grâce à Manfred de Gentile, seigneur de Nonza.
- 1455 : les villages côtiers commencent à être abandonnés car après la prise de Constantinople par les Turcs en 1453, les Barbaresques comment à razzier les côtes. Ils le feront durant près de trois siècles. C'est à cette époque que Gênes, pour rassurer les populations, impose la construction de tours littorales aux frais des pièves et communautés.
- 1483 : les 6 fiefs du Cap font promesse de vassalité à l'Office de Saint Georges.

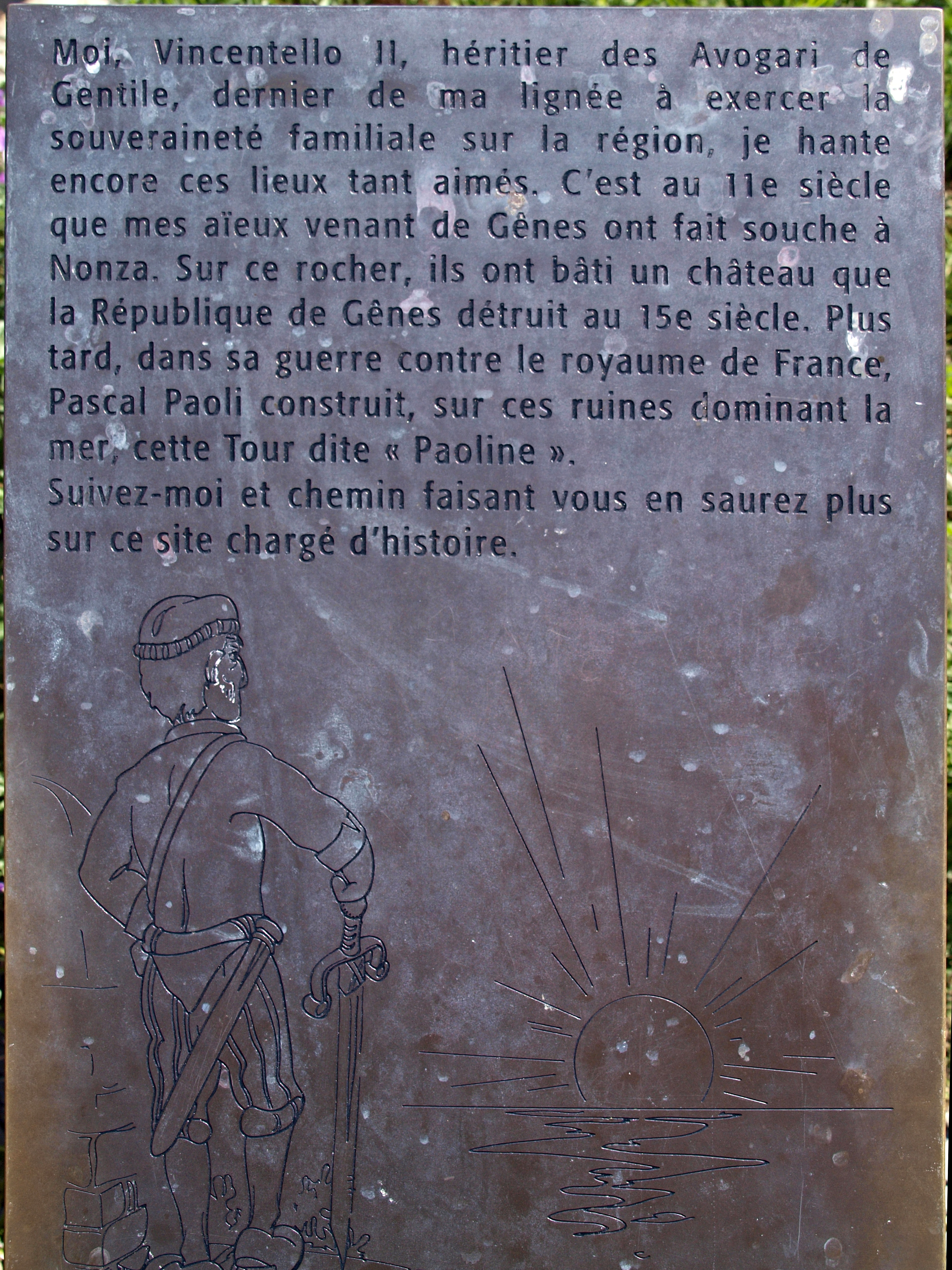
Une des plaques d'information autour de la tour paoline

- 1489 : le château des Peverelli autour duquel s'est organisé Nonza, est détruit par les Génois.

Au début du XVIe siècle le seigneur Vincentello II (1523-1625) exerçait des droits féodaux dans les Agriates et l'Ostriconi, au-delà du golfe de Saint-Florent. Afin de subvenir aux besoins du village, la majorité des agriculteurs capcorsins s'exilaient en été dans les Agriates, au moyen de barques basées dans les petites marines.
Au cours des XVe et XVIe siècles les côtes de l'île subissent de fréquentes invasions barbaresques ainsi que des ravages causés par les Turcs de 1555 à 1571.
- 1511 : pour soumettre la Rocca, l'amiral génois Andrea Doria ruine le pays et fait assassiner le comte Rinuccio Della Rocca. Dès la disparition du dernier comte de Corse, les fiefs corses ne jouent plus aucun rôle politique.
- 1554 : les Da Mare et les De Gentile combattent encore Gênes.
- 1579 : Nonza est sévèrement touché par l'épidémie de peste qui sévit à Gênes et en Corse.
- 1583 à 1590 : c'est la famine et la misère en Corse. Les barbaresques razzient toutes les côtes. Ogliastro lieu habité de la communauté, est ravagé en 1559, 1563, 1588, 1613 et 1624. En 1588, arrivés à bord de 92 galiotes, les barbaresques ruinent entièrement la marine d'Albo et en repartent avec 60 personnes enlevées à Cocollo.

Cocollu Supranu (Ogliastro) ravagé plusieurs fois, est abandonné. Cocollu Suttanu également razzié, sera déserté seulement à la fin du XVIIIe siècle.
- 1592 : Gênes par son gouverneur Augustin Doria, s'empare du fief de San Colombano qui devient la provincia di CapoCorso. Dans le reste de l'île, Gênes réduit les pouvoirs des caporaux et des féodaux par la création d'un pouvoir communal et la mise en place dans chaque fief d'un arringo (du latin médiéval harenga), tribunal populaire pour freiner l'arbitraire féodal.
- Vers 1600, Nonza était une « communauté » de la seigneurie Gentile ; elle comptait environ 350 habitants. On y exploitait du minerai de fer[1].
- 1625 : à la mort de Vincent II seigneur de Nonza décédé à l'âge de 100 ans, la république de Gênes met fin aux seigneuries locales en imposant son administration avec un lieutenant-gouverneur et une garnison. Les fiefs de Nonza et de Brando n'existent plus que de noms. Seul subsiste le fief de Canari.

Au Cap Corse, Gênes perçoit la taille et la corvée, deux impôts directs, plus une taxe pour la garde des tours de guet. La corvée dite opera, était à l'origine un travail à exécuter, le mot latin opera signifiant travail.
Au XVIIIe siècle, lors de la révolte des Corses contre Gênes qui dura 40 ans, de 1729 à 1769, Nonza subira de nombreux remous dus à son lien économique à la "terre ferme".
- 1748 : la France occupe tout le Cap Corse sauf Nonza, avec le Nebbio, aux mains des austro-sardes qui quittent rapidement l'île par le traité d'Aix-la-Chapelle.
- 1757 : Nonza se rallie à Pascal Paoli.

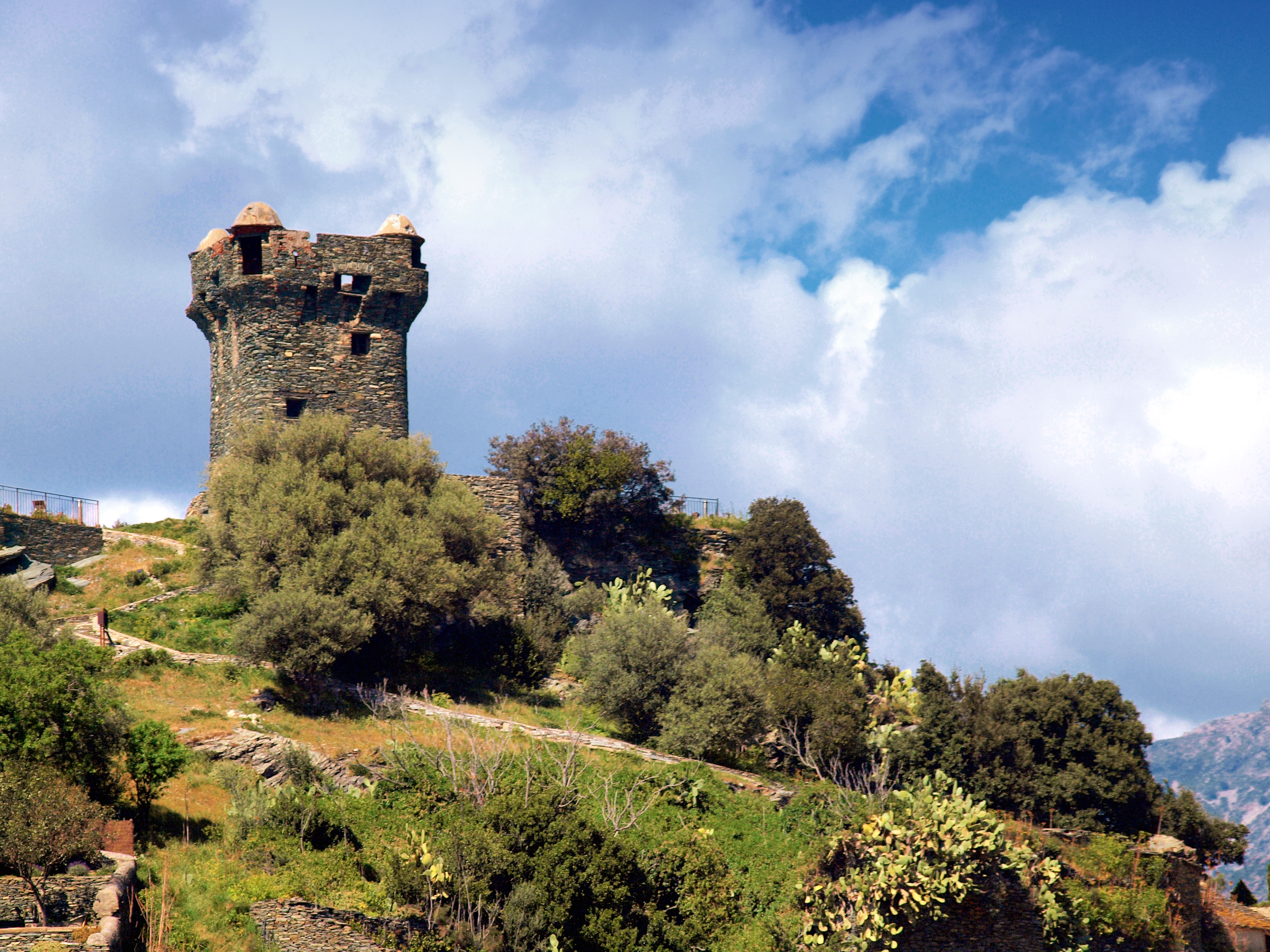
Tour paoline

- 1760 : sur ordre de Pascal Paoli, est construite la tour carrée au sommet (167 m) de l’impressionnante falaise portant le nom de Monte, à l'emplacement d'un ancien château du XIe siècle des seigneurs Avogari détruit par Gênes en 1487.

Lors de la conquête française, Nonza était considéré comme un point stratégique d'implantation militaire dans le Cap corse.
- 1764 : le 22 août, 3 généraux et 1 200 soldats français quittent Bastia et Saint-Florent. Le 24 après le pilonnage du village durant toute la journée par le Sagittaire, navire de guerre français, les troupes françaises opèrent une jonction à Nonza et le 29, elles occupent tout le Cap Corse défendu par 300 patriotes. Les soldats français firent rapidement prisonniers les troupes corses, au nord du village. Le Cap Corse est totalement soumis (déclaration du 29 août 1768 du général Marbeuf).
- 1769 : la Corse passe sous administration militaire française.
- 1790 : la Révolution supprime la province du Cap Corse. La piève de Nonza devient le canton de Nonza, qui relève du district de Bastia nouvellement créé.
- 1793 : le canton de Nonza incorpore la communauté de Canari et devient le canton de Santa-Giulia.
- 1828 : le canton de Santa-Giulia prend le nom de canton de Nonza.
- 1973 : le canton de Sagro-di-Santa-Giulia est créé, avec la fusion imposée des cantons de Nonza et de Brando.

## La piève civile

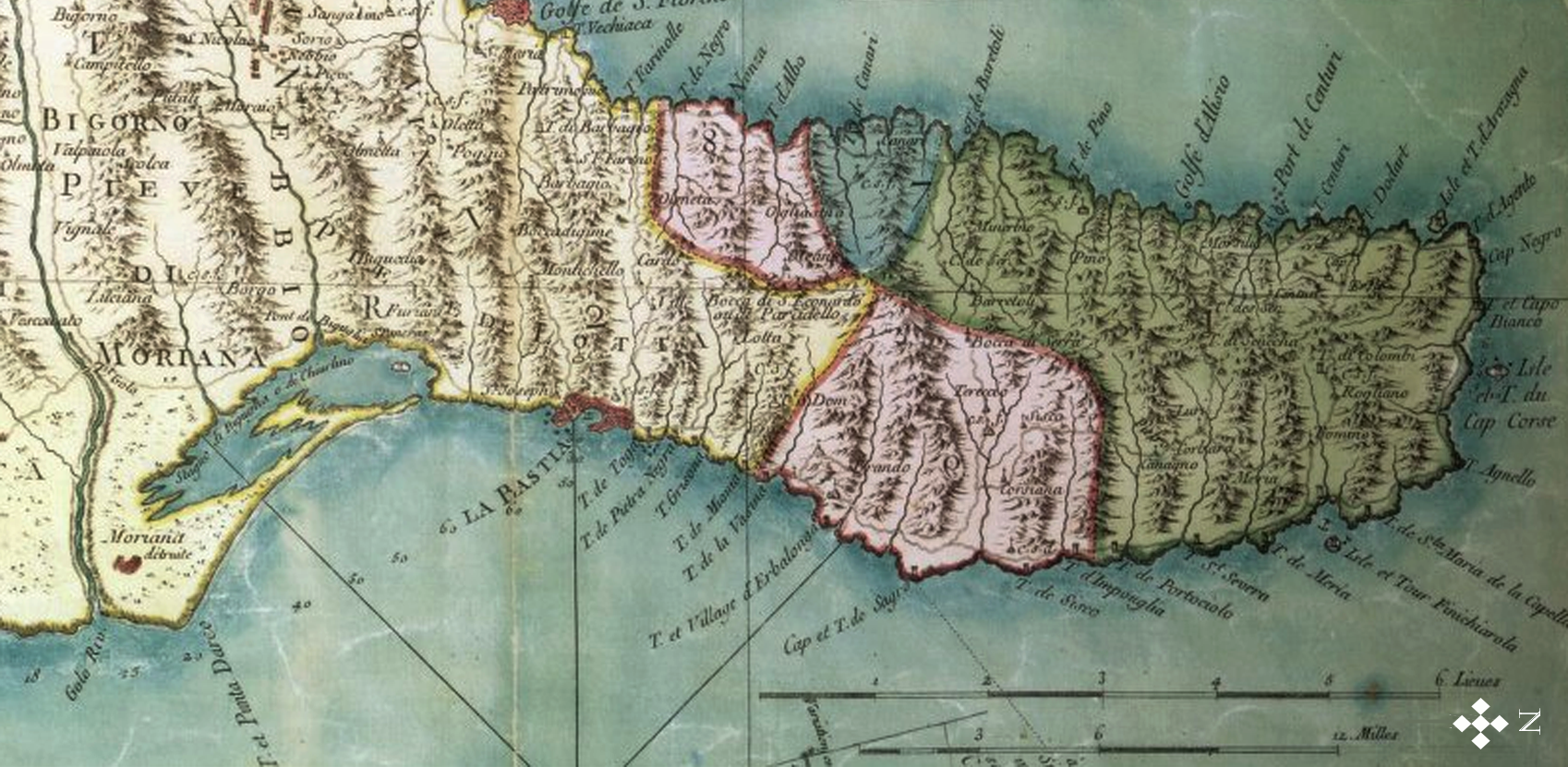
Le Cap Corse sur la Carte militaire de l'isle de Corse chez Le Rouge (A Paris) 1768

Au XVIIe siècle, sur le plan civil, Nonza était l'une des 4 pièves que comptait la province du Cap Corse (Brando, Canari, Luri et Nonza). Ces pièves, toujours qualifiées officiellement de « fiefs » pour ménager les seigneurs locaux dépossédés (hormis celle de Luri), étaient gouvernées par un lieutenant.
Au début du XVIIIe siècle, avant les événements qui, dès 1729, agitèrent cette région pendant la grande révolte des Corses contre Gênes, l’abbé Francesco Maria Accinelli à qui Gênes avait demandé d'établir à des fins militaires une estimation des populations à partir des registres paroissiaux, avait rapporté (texte en italien) : « Feudo di NONZA : Nonza 378. Olmetta con 5 ville 384, Olcani con 3. 225, Ogliastro 169.... ».

## La piève religieuse

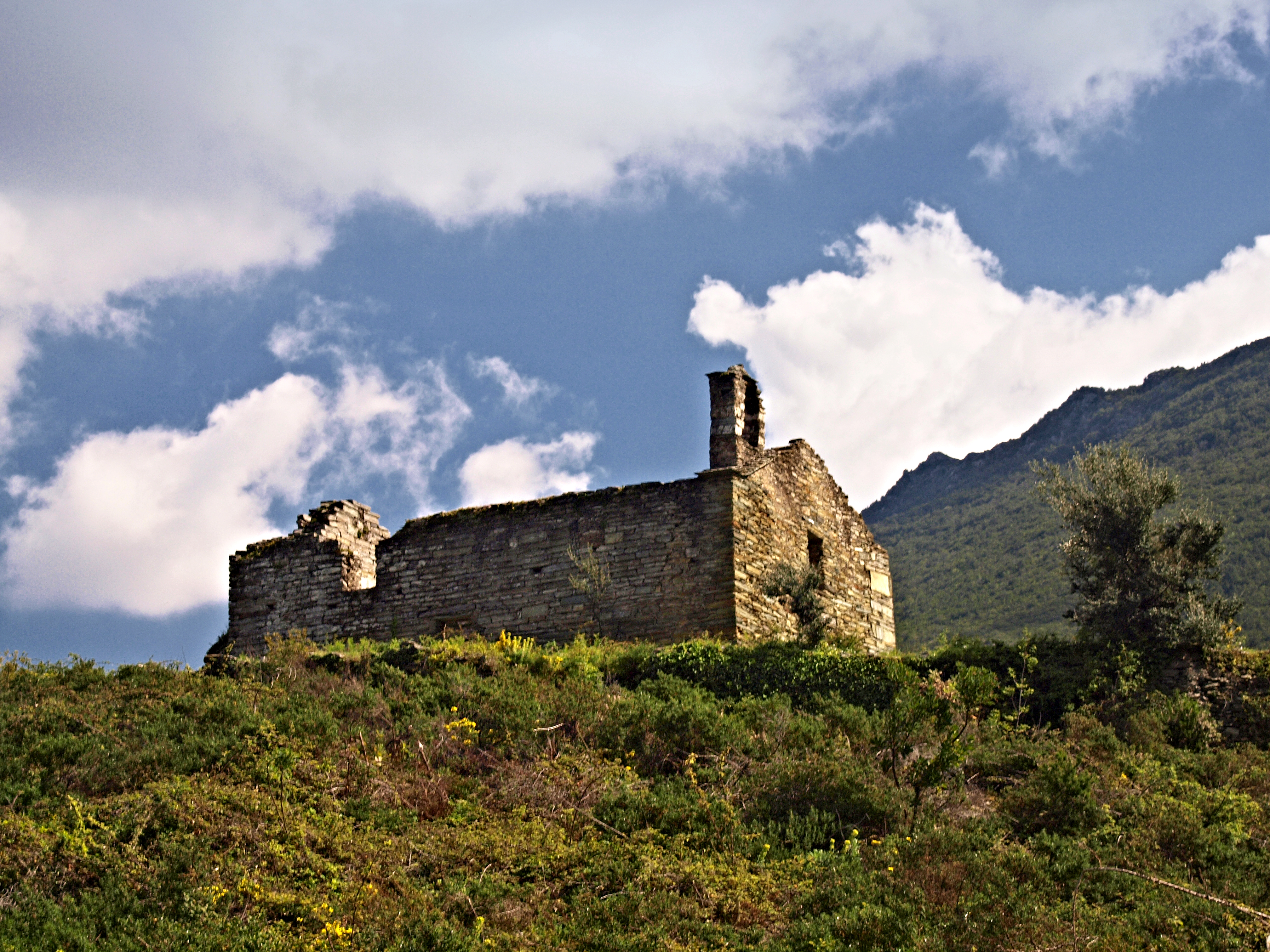
L'église San Quilicu à Olcani

Sur le plan religieux, Nonza était dans le diocèse du Nebbio, sous l'autorité de l'évêque de Nebbio près de Saint-Florent, avec les pièves de Canari, Patrimonio, Oletta, Rosolo, San Quilico et Santo Pietro.
Le fief comportait encore plusieurs pièves religieuses au XVIIe siècle, elles étaient :
Piève de Nonza
Le bourg de Nonza en était la piévanie. En 734 les Sarrasins brûlent le bourg où en 303 fut martyrisée une enfant du pays nommée Giulia.
L'église piévane de Nonza était l'église de Santa Giulia, située sur la commune de Nonza.
Piève d'Olmeta
L'église principale d'Olmeta était la chapelle Sant'Erasmo construite à la fin du Xe siècle, à plus de 520 m d'altitude un peu au nord de Celle-Vecchie, -village ruiné, abandonnée vers 1600, dominant la haute vallée du ruisseau de Canarinca (fiume Canarincu). Elle a remplacé un édifice plus ancien et plus près de la mer en qualité de piévanie d'Olmeta.
Piève d'Olcani
Le village de Ferragini possédait l'église principale de la piève qui se trouve dans le quartier de Chiesa aujourd'hui inhabité. Chiesa est essentiellement composé d'une grande église, Sant'Andrea d'Olcani, de l'ancienne confrérie Santa-Croce et d'un immense presbytère, tous délaissés. Mais l'église piévane semble être l'église San Quilicu, dite San Quilico e Giulietta au XVIIIe siècle, construite au Xe siècle et dont les murs furent ornés de fresques.
Piève d'Ogliastro
Albo formait une piève distincte jusqu'au XIIIe siècle, vraisemblablement autour de l'église Saint-Michel du Xe siècle, ruinée, au sud de la marine d'Albo, qui ensuite, ne fut qu'une paroisse. Trop éloignée des habitations en raison de l'abandon des villages côtiers pour cause d'insécurité, la paroisse est transférée à San Domenico au XVe siècle, puis au XVIe siècle à San Vito e San Sebastiano (l'église se trouvait entre Ogliastro et Cocollo), enfin au XVIIIe siècle à l'Annunziata.

## Sources
- Alerius Tardy in Fascinant Cap Corse - Bastia Toga 1994.